# Menesia shelfordi
Menesia shelfordi là một loài bọ cánh cứng trong họ Cerambycidae.